# Fulgenci Coll Bucher
Fulgenci Coll Bucher (Palma, 18 de juliol de 1948) és un militar mallorquí que fins a l'any 2012 va ocupar el càrrec de Cap d'Estat Major de l'Exèrcit de Terra a l'Exèrcit espanyol. Fou nomenat el dia del seu seixantè aniversari, el 18 de juliol de 2008. Abans d'assumir aquest càrrec, era cap de la Unitat Militar d'Emergències des del gener de 2006. El 27 de juliol de 2012 va ser substituït com a Cap d'Estat Major de Terra per Jaime Domínguez Buj.
Fill del general i procurador a Corts Fulgencio Coll de San Simón, i net de Juan Coll Fuster, militar i batle de Palma. Va ingressar a l'Acadèmia General Militar de Saragossa en 1966, aconseguint l'ocupació de tinent en 1970.
Ha servit al comandament de la companyia dels Grups d'Operacions Especials a Barcelona i en el Regiment d'Infanteria Mecanitzada "Asturias" n. 31 fins que va ascendir a general de brigada en 2001, destinat llavors primer com a cap de l'Estat Major en el Comandament Pirinenc, i després com a cap de la Brigada d'Infanteria Mecanitzada Extremadura XI i comandant militar de la província de Badajoz.
En ascendir a general de divisió en 2004, va dirigir la Divisió Mecanitzada Brunete núm. 1. Amb la creació de la Unitat Militar d'Emergències en 2006, va ser nomenat cap de la mateixa al mateix temps que era ascendit a tinent general. Entre les seves missions a l'estranger destaquen haver estat observador de Nacions Unides a Angola, haver assistit amb una unitat de suport a la inundació de 2000 a Moçambic, destinat a Bòsnia i Hercegovina fins a finals de 2003 i en 2004 a l'Iraq.
El 13 de desembre de 2018 es va anunciar que seria cap de llista de la coalició Actua-Vox per a les eleccions municipals de 2019 a la seva ciutat natal.

## Condecoracions[calcitació]
- Gran creu de l'Orde d'Isabel la Catòlica
- Gran creu del Mèrit Militar (amb distintiu blau)
- Gran Creu de la Reial i Militar Orde de Sant Hermenegild
- Placa de la Reial i Militar Orde de Sant Hermenegild
- Encomienda de la Reial i Militar Orde de Sant Hermenegild
- Creu de la Reial i Militar Orde de Sant Hermenegild
- Cinc Creus del Mèrit Militar amb distintiu blanc.
- Creu del Mèrit Aeronáutic (Distintiu Blanc)
- Creu de Plata de l'Orde del Mèrit de la Guaàrdia Civil.
- Creu de l'Orde del Mèrit de la Guàrdia Civil (amb distintiu blanc)
- Creu de l'Orde al Mèrit Policial (amb distintiu blanc)
- Medalla OTAN
- Oficial i Cavaller de la Legió d'Honor de la República Francesa
- Medalla d'Or de la Defensa Nacional Francesa
- Creu de bonze al mèrit de l'Exèrcit Italià
- Medalla d'or de l'Exèrcit Polonès
- Medalla de les Nacions Unides (UNAVEM)
- Medalla Commemorativa de Polònia Operació Llibertat per Iraq